# Marie-Therese vom Herzen Jesu

Marie-Thérèse vom Herzen Jesu

Marie-Thérèse vom Herzen Jesu (* 2. Mai 1809 in Montauban; † 30. August 1863 in Paris) war eine römisch-katholische Ordensfrau und Gründerin der Kongregation der Schwestern von der Sühneanbetung. Nach einer Vision pflegte sie eine besondere Verehrung des heiligen Antlitzes Jesu. Sie wurde am 19. März 1913 von Papst Pius X. zur Ehrwürdigen Dienerin Gottes ernannt.

## Leben
Mutter Marie-Thérèse vom Herzen Jesu wurde am 2. Mai 1809 als Théodelinde Bourcin-Dubouché im französischen Ort Montauban geboren. Ihre Eltern waren der Buchhalter Jean-Baptiste Bourcin du Bouché und Marie Elisabethe Carlotta Marini. Sie hatte zwei ältere Geschwister: Elisa und Léon. Ihre Familie gehörte dem gesellschaftlichen Mittelstand an und war formal katholisch, aber nicht praktizierend und eher kritisch gegenüber der Religion eingestellt. Ihre Mutter sah den Kirchenbesuch oft nur als gesellschaftliche Pflicht und schickte die Kinder auch alleine in die Kirche. Dennoch wuchs in der jungen Théodelinde eine große Liebe und Bindung zum katholischen Glauben heran. Im Alter von zwölf Jahren ging sie zur Erstkommunion. Mit 15 Jahren beschloss sie, täglich in die Kirche zu gehen und das Allerheiligste zu besuchen. Später war es ihr sogar möglich, ihre Familie wieder zum Glauben zu bekehren.
Théodelinde war eine talentierte Malerin. Als ihre Familie von Montauban nach Paris zog, konnte sie dort eine Kunstschule besuchen und ihre Fähigkeiten noch verbessern. In Paris nahm sie auch Anteil am gesellschaftlichen Leben der Stadt. Dabei war sie sich stets der Existenz Gottes bewusst und strebte nach persönlicher Heiligkeit und nach der Glückseligkeit in der Ewigkeit. Sie entwickelte eine tiefe eucharistische Frömmigkeit und verbrachte viele Stunden mit der eucharistischen Anbetung. Zwischen 1846 und 1848 hatte sie drei Visionen.

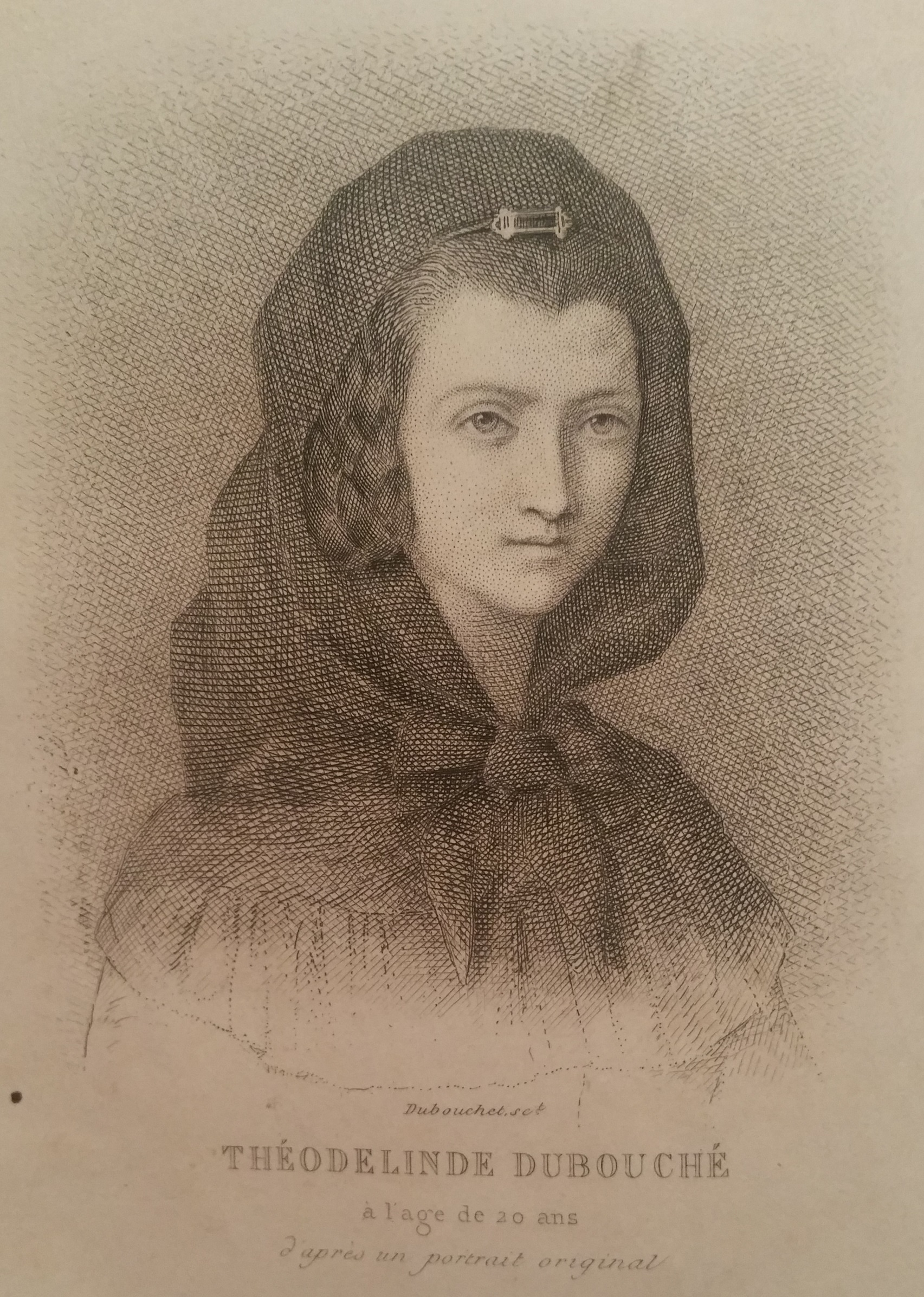
Théodelinde im Alter von 20 Jahren (Zeichnung nach einem Porträt)

Während der Februarrevolution 1848 gründete sie, unterstützt von Mutter Isabelle, der Priorin des Pariser Karmels, eine Gebetsgruppe zur Sühneanbetung, inspiriert durch die Karmelschwester Maria vom heiligen Petrus, die in Tours ein Sühnewerk ins Leben gerufen hatte. Innerhalb weniger Wochen schlossen sich 2000 Mitglieder der Gebetsgruppe an. Théodelinde hatte den Wunsch, ihrer Berufung zu folgen und in ein Kloster des Karmels einzutreten. Nach einer Vision am Herz-Jesu-Fest empfahl ihr die Priorin Mutter Isabelle, eine regulierte Drittordensgemeinschaft zu gründen, die dem Karmel angeschlossen sein könnte. Am 6. August 1848 gründete Théodelinde zusammen mit acht jungen Frauen die erste, kleine Gemeinschaft mit der Zustimmung der kirchlichen Autoritäten.
Im Februar 1849 wurde die Kongregation der Schwestern von der Sühneanbetung von Marie Dominique Auguste Sibour, dem Erzbischof von Paris, genehmigt und anerkannt. Die Schwestern widmeten sich der ewigen Anbetung und der Sühne mit der Eucharistiefrömmigkeit als Zentrum und Quelle ihrer Spiritualität. Am 27. Mai 1849 wurde Théodelinde mit dem Habit eingekleidet und legte am 29. Mai ihre Profess ab. Dabei erhielt sie den Namen Marie-Thérèse vom Herzen Jesu. Im Juni 1849 wurden 13 weitere Schwestern eingekleidet. Im Jahr 1850 gründeten die Schwestern von der Sühneanbetung einen Konvent in Lyon.
Im Jahr 1854 zogen die Pariser Schwestern in das ehemalige Ursulinenkloster (14 Rue des Ursulines, Paris). Im Frühjahr 1855 reiste Mutter Marie-Thérèse vom Herzen Jesu nach Rom, um dort die Interessen ihrer Gemeinschaft zu verteidigen. Am 19. April 1855 wurde sie von Papst Pius IX. in Privataudienz empfangen, der wünschte, dass die Kongregation einen Eifer für die Bekehrung der Sünder entwickle.
Am 8. November 1855 brach ein Feuer in der Klosterkapelle aus. Beim Versuch, das Allerheiligste aus den Flammen zu retten, zog sich Mutter Marie-Thérèse vom Herzen Jesu starke Verbrennungen zu, die ihr in den folgenden Jahren große Schmerzen bereiteten.
Am 10. Februar 1859 konnte sie zusammen mit vier anderen Schwestern die Ewige Profess ablegen. Im Jahr 1860 gründete sie eine Niederlassung in Châlons-sur-Marne.
Im Jahr 1861 erwarb sie ein Grundstück an der Pariser Rue d´Ulm und überwachte die Bauarbeiten des dortigen Klosterneubaus. Im Juli 1863 verschlechterte sich ihr Gesundheitszustand rapide. Ende August wurde sie noch in das neue Kloster transportiert, wo sie dann am 30. August 1863 im Alter von 54 Jahren starb. Ihre letzten Worte waren: "Ich sehe... Ich sehe... Ich sehe...!" Sie wurde in der Krypta des neuen Klosters (heute: 39 rue Gay-Lussac, Paris) beigesetzt.

Gemälde vom heiligen Antlitz Jesu, gemalt von Marie-Thérèse vom Herzen Jesu nach einer Vision im Jahr 1847

## Visionen und Verehrung des Heiligen Antlitzes
Zwischen 1846 und 1848 hatte Théodelinde drei Visionen. Am 25. Februar 1847 hatte sie eine Vision des heiligen Antlitzes Jesu. Sie sah den gekreuzigten Jesus mit der Dornenkrone gekrönt, leidend und blutend, aber eine göttliche Schönheit ausstrahlend. Jesus sagte zu ihr: "Du bist meine geliebte Tochter; ich habe dich auserwählt! Diese zwei Tropfen meines Blutes von meinen Lippen gebe ich dir für die Sünder." Dieses Ereignis brannte sich gleichsam in ihr Herz und sie hielt diese Vision in einem Gemälde des heiligen Antlitzes fest, welches bis heute im Kloster der Schwestern von der Sühneanbetung in Paris verehrt wird.
Während sie am 30. Juni 1848, dem Fest des Heiligsten Herzen Jesu, in der eucharistischen Anbetung verweilte, hatte Théodelinde eine weitere Vision. Sie sah Jesus auf dem Altar thronend und einen goldenen Strahl, der von seinem Herzen in ihr Herz ausströmte. Jesus erklärte ihr, dass die Anbetung und Sühne die Gerechtigkeit Gottes besänftigen. Er forderte sie auf, ihm ihr Leben zu weihen. Er wünschte, dass immer Seelen in der eucharistischen Anbetung vor ihm seien, deren Herzen er mit dem goldenen Strahl erfüllen könne und die das ewige Leben, das er verkündet, den Seelen in der Welt weiter verkünden.

## Seligsprechungsprozess

Gebetsbild mit einem Porträt und einer Stoffreliquie der Ehrwürdigen Dienerin Gottes Marie-Thérèse vom Herzen Jesu

Der Seligsprechungsprozess für Mutter Marie-Thérèse vom Herzen Jesu wurde eröffnet. Am 19. März 1913 wurde ihr von Papst Pius X. der heroische Tugendgrad anerkannt und der Titel "Ehrwürdige Dienerin Gottes" verliehen.

## Werke
- Marie-Thérèse vom Herzen Jesu: Abandon.  Extraits de lettres de la Fondatrice. 1991.